# Martínez (Buenos Aires)
Martínez és una ciutat del partit de San Isidro, a la província de Buenos Aires, Argentina. Es troba connectada per línies ferroviàries, com el Tren de la Costa, i per diversos autobusos.

## Informació
Martínez i la rodalia són una zona on viu gent d'alta renda. És considerada una ciutat relativament segura. L'Unicenter és el seu principal centre comercial. Alguns dels llocs clàssics de trobada són el Café Victoria i el Café Martínez. El carrer Alvear és un dels principals.
El govern local de Martínez ha posat en marxa recentment un programa de reciclatge.
L'UN/LOCODE és ARMAR.